# Xanthothrix stagmatogon
Xanthothrix stagmatogon är en fjärilsart som beskrevs av Dyar 1921. Xanthothrix stagmatogon ingår i släktet Xanthothrix och familjen nattflyn. Inga underarter finns listade i Catalogue of Life.